# Comondú

Położenie gminy Comondú na mapie stanu Kalifornia Dolna Południowa

Comondú – gmina w środkowej części meksykańskiego stanu Kalifornia Dolna Południowa, na Półwyspie Kalifornijskim, od strony Pacyfiku. Jest jedną z 5 gmin w tym stanie. Siedzibą władz gminy jest miasto Ciudad Constitución.
Ludność gminy Balancán w 2005 roku liczyła 63 830 mieszkańców, co czyni ją przeciętnej liczebności gminą w stanie Kalifornia Dolna Południowa.

## Geografia gminy
Powierzchnia gminy wynosi 12 547,3 km² i zajmując 17,03% powierzchni stanu jest trzecią gmina co do wielkości. W skład gminy wchodzi wiele wysp z których największymi są: w Zatoce Kalifornijskiej – San José, Isla Habana, Isla San Diego natomiast na Pacyfiku – Isla Santa Margarita, Isla Magdalena, Isla Mangrove. Obszar gminy jest urozmaicony i znajdują się m.in. nizinne równiny sawannowe (Llanos), góry wulkaniczne i płaskowyże. Gminę przecina łańcuch górski La Giganta ciągnący się przez cały półwysep z najwyższym wzniesieniem na terenie gminy osiągającym 1680 m n.p.m.

## Klimat
Rejon należy do strefy klimatu zwrotnikowego, podtyp suchy. Ze względu na otoczenie oceaniczne temperatury maksymalne nie przekraczają 34 °C, a minimalne nie spadają poniżej 8 °C. Większość wiatrów wieje znad kontynentu przez co zawierają się w ćwiartce horyzontu od północno-wschodniego do południowo-wschodniego. Średnioroczne opady zawierają się w przedziale pomiędzy 100 a 200 mm.

## Gospodarka
Ludność gminy jest zatrudniona według ważności w następujących gałęziach: turystyce, usługach, handlu a następnie w rybołówstwie(53,3%) i rolnictwie wraz z hodowlą zwierząt oraz najmniej liczna grupa jest zatrudniona w przemyśle – głównie manufaktury oraz przemysł wydobywczy. Aktywnych ekonomicznie jest tylko 22 759 mieszkańców co stanowi 34,3% ludności. Cztery główne porty rybackie to Puerto San Carlos, San Juanico, Puerto Adolfo López Mateos i La Poza Grande z których rybacy wypływają na połowy ryb, małży, langust, ośmiornic i innych których mnogość daje potencjał rozwojowy. Z upraw rolniczych najczęściej uprawia się ryż, kukurydzę, sorgo, fasolę oraz wiele gatunków sadowniczych m.in. mango, avokado, pomarańcze i daktyle. Z hodowli najpowszechniejsza jest hodowla bydła mięsnego i owiec.